# So laut ich kann
So laut ich kann ist das am 29. Januar 2010 veröffentlichte zweite Studioalbum der deutschen Popgruppe Luxuslärm.

## Entstehung
Bei den Liedern wurde zuerst die Melodie komponiert und daraus im Studio eine Demoaufnahme erstellt. Dann wurde von der Leadsängerin Jini Meyer der passende Text geschrieben. Die Stücke wurden im Studio von Götz von Sydow in Köln aufgenommen. Gastmusiker waren Sänger Laith Al-Deen bei Jemand anders sein und die Geigerin von Rosenstolz, Anne de Wolf, die bei Etwas bleibt, Regen und Vergessen zu vergessen mitwirkte.

## Titelliste
| #   | Titel                       | Länge |
| --- | --------------------------- | ----- |
| 1.  | Sag es wie es ist!          | 3:02  |
| 2.  | Sie sieht es nicht          | 3:21  |
| 3.  | Nichts ist zu spät          | 3:13  |
| 4.  | Feuer                       | 3:41  |
| 5.  | Jemand anders sein          | 3:39  |
| 6.  | Du weisst nicht wie das ist | 3:33  |
| 7.  | Komm’ ins Licht             | 3:43  |
| 8.  | Vergessen zu vergessen      | 3:46  |
| 9.  | Regen                       | 4:25  |
| 10. | Leb’ deine Träume           | 3:45  |
| 11. | Schrei so laut ich kann     | 4:00  |
| 12. | Etwas bleibt                | 3:37  |
| 13. | Wirf den 1. Stein           | 3:45  |
| 14. | Letzter Tag                 | 3:43  |

## Rezeption
Andreas Schulz von Musikreview stellt fest, dass es der Band gelungen sei, „sich von den Vergleichsacts komplett zu emanzipieren und sich in eigene stilistische Gewässer freizuschwimmen.“ Für den Kritiker ist das Album „handgemachter Rock, der mainstreamig genug ist, um im Radio gespielt zu werden, von seelenloser Massenproduktion aber meilenweit entfernt ist“. Bei Sag es wie es ist und Nichts ist zu spät „fühlt man sich leicht an die Beatsteaks erinnert“; Jemand anders sein mit Laith Al-Deen „erinnert leider ein bisschen an Ich + Ich“, „das aufbauende Leb’ deine Träume“ hingegen „an The Cranberries“.